# Kanton Orgelet
Orgelet is een voormalig kanton van het Franse departement Jura. Het kanton maakte deel uit van het arrondissement Lons-le-Saunier. Het werd opgeheven bij decreet van 17 februari 2014 met uitwerking op 22 maart 2015.

## Geschiedenis
Op 22 maart 2015 werd het kanton opgeheven en werden de gemeenten opgenomen in het kanton Moirans-en-Montagne met uitzondering van Cressia, dat werd opgenoment in het kanton Saint-Amour.

## Gemeenten
Het kanton Orgelet omvatte de volgende gemeenten:
- Alièze
- Arthenas
- Beffia
- Chambéria
- Chavéria
- Cressia
- Dompierre-sur-Mont
- Écrille
- Essia
- Marnézia
- Mérona
- Moutonne
- Nancuise
- Onoz
- Orgelet (hoofdplaats)
- Pimorin
- Plaisia
- Présilly
- Reithouse
- Rothonay
- Sarrogna
- La Tour-du-Meix
- Varessia